# Pediomelum pentaphyllum
Pediomelum pentaphyllum là một loài thực vật có hoa trong họ Đậu. Loài này được (L.) J.W.Grimes miêu tả khoa học đầu tiên.